# Leistungsteiler
Ein Leistungsteiler (genauer: Resistiver Leistungsteiler), englisch power divider, ist eine einfache elektronische Schaltung, die in der Hochfrequenz- (HF) und Mikrowellentechnik als wesentliche Schaltungskomponente verwendet wird.

## Prinzip

Leistungsteiler (Schema)

Prinzipiell handelt es sich um ein Dreitor. Das Tor (1) dient zumeist als Eingang und die Tore (2) und (3) als gleichberechtigte und symmetrische Ausgänge. Aufgrund der Symmetrie des Leistungsteilers können die Tore beliebig genutzt werden.
Die innere Schaltung besteht aus drei Widerständen, in der Regel mit einem Wert von 16,67 Ω, die sternförmig und wie in nebenstehender Schaltskizze dargestellt verschaltet sind.
Beim Leistungsteiler handelt es sich um eine „rein resistive“ Struktur.

## Abgrenzung
Streng zu unterscheiden ist der Leistungsteiler von einem Signalteiler, englisch power splitter, einem ähnlichen resistiven Dreitor, jedoch aus nur zwei Widerständen von zumeist jeweils 50 Ω. Beide können leicht miteinander verwechselt werden. Letzterer hat jedoch andere Eigenschaften und wird zu unterschiedlichen Zwecken eingesetzt als der Leistungsteiler.
Gemeinsam ist beiden, dass sie aufgrund ihres resistiven Aufbaus eine nahezu beliebige Bandbreite aufweisen, also von der Frequenz null bis zu Frequenzen im Mikrowellen- und Millimeterwellenbereich verwendet werden können.
Ferner zu unterscheiden ist der Leistungsteiler von einem Wilkinson-Teiler, einem weiteren ähnlichen Dreitor, das jedoch auf Lambda-Viertel-Leitungstransformationen beruht, und somit nicht „rein resistiv“ arbeitet. Wichtige Folge ist, dass jener eine nur schmale nutzbare Bandbreite (weniger als eine Oktave) aufweist. Allerdings hat ein Wilkinson-Teiler im Gegensatz zum Leistungsteiler nahezu keine Verluste. 
Außerdem darf der Leistungsteiler nicht mit den diversen Richtkopplern verwechselt oder gleichgesetzt werden. Ein Leistungsteiler kann zwar als Koppler aufgefasst werden, allerdings weist er keine Richtungsabhängigkeit auf, hat also keine „Richtwirkung“. Daher wäre es unzweckmäßig, ihn als „Richt-Koppler“ zu bezeichnen.

## Streumatrix
Die Streumatrix (S‑Matrix) eines Leistungsteilers beschreibt mithilfe der insgesamt 3 × 3 S‑Parameter die Eigenschaften eines Leistungsteilers vollständig:
{\displaystyle [S]={\begin{bmatrix}0&{\frac {1}{2}}&{\frac {1}{2}}\\{\frac {1}{2}}&0&{\frac {1}{2}}\\{\frac {1}{2}}&{\frac {1}{2}}&0\\\end{bmatrix}}}
Der Leistungsteiler ist im Gegensatz zum Signalteiler allseitig angepasst (S11 = S22 = S33 = 0). Er ist gut geeignet zur symmetrischen Aufspaltung eines Signals in zwei gleich große Teile. Umgekehrt kann er auch sehr gut als „Leistungskombinierer“ (englisch power combiner) dienen.